# Johann Albrecht (Schiff)
Die Johann Albrecht war ein Dampfschiff der Neuguinea-Kompagnie.

## Geschichte
Die Johann Albrecht wurde 1897 in Bremen als Nachfolgerin der Ysabel und erster Frachtdampfer der Werft Bremer Vulkan gebaut. Mit 287 Bruttoregistertonnen war sie deutlich kleiner als ihre Vorgängerin. Der Stapellauf fiel auf den 10. August 1897. Das Schiff wurde benannt nach  Johann Albrecht, einem deutschen Kolonialpolitiker. Das Schiff wurde für die Deutsche Kolonialgesellschaft in Bremen registriert, die auf dem größten Fluss Neuguineas, dem Kaiserin-Augustafluss in der Kolonie Deutsch-Neuguinea, aktiv war. Am 5. September 1897 fand in Bremerhaven die Probefahrt statt.
Am 14. September 1897 erfolgte von Bremen aus die Abreise nach Neuguinea. Über Gibraltar, Algier, Port Said, Suez, Aden, Colombo und Surabaya erreichte das Schiff am 21. November 1897 Friedrich-Wilhelmshafen. Auf der Überführungsfahrt hatte die Johann Albrecht Teile des Heckraddampfers Herzogin Elisabeth (18,2 m Länge) geladen, ein weiteres Schiff der Neuguinea-Kompagnie.

## Verbleib
Die Johann Albrecht war erst wenige Monate in der Südsee, als sie im Mai 1898 zu den Eremiteninseln im westlichen Bismarck-Archipel beordert wurde. Dort sollte sie Schiffbrüchige der gestrandeten Brigg Welcome von der Insel Monafé abholen. Dabei lief die Johann Albrecht selbst in der Brandung von Monafé auf Grund und musste aufgegeben werden.
Der I. Offizier der Johann Albrecht segelte sodann mit einem Küstenbewohner in einem offenen Boot über 200 Seemeilen nach Berlinhafen auf Neuguinea, um dort Hilfe zu holen.      
Schließlich konnten am 21. Juni 1898 die 57 Schiffbrüchigen der beiden Wracks vom Reichspostdampfer Stettin des Norddeutschen Lloyd geborgen werden.
Laut der Reisebeschreibung des Vermessungsschiffes Planet war das Wrack der Johann Albrecht noch im Jahr 1906 an der Westeinfahrt zum Ankerplatz der Ansiedlung Maron zu sehen.